# سیارک ۲۴۹۳۹
سیارک ۲۴۹۳۹ (به انگلیسی: 24939 Chiminello، نامگذاری: 1997JR) بیست و چهار هزار و نهصد و سی و نهمین سیارک کشف شده‌است که در ۱ مه ۱۹۹۷ کشف شد.